# Río Yu
El río Yu (郁江 o 鬱江, ambas Yùjiāng), también llamado río Siang, es un río del sur de China. Nace en dos brazos: el Zuo (左江, 'izquierdo') y el You (右江, 'derecho'). El You fluye aproximadamente al sureste desde sus fuentes en la provincia de Yunnan, el río Tuoniang (norte) y el río Xiyang (sur), que se combinan en el sur del condado de Tianlin bajo la jurisdicción de la ciudad de Baise en Guangxi. Después el río Zuo fluye hacia el noreste, también desde dos fuentes que nacen en Vietnam, el río Bằng (conocido como Shuikuo en su curso inferior en China), que fluye a través de Cao Bằng desde el noroeste, y el más grande río Kỳ Cùng, (conocido como Ping'er en su curso inferior en China), que se origina en el suroeste. Después de la confluencia de los ríos You y Zuo, pasa a llamarse Yong (邕江), ya que fluye a través de Nanning antes de convertirse en el río Yu. El propio río Yu corre aproximadamente hacia el noreste antes de unirse al río Qian (黔江) en Guiping para formar el río Xun.
El río Yong-Yu propiamente dicho discurre unos 412 km a lo largo de un curso sinuoso hasta llegar a Guiping como afluente del sistema del río Xi.